# 馬寅初
馬 寅初（ば いんしょ、1882年6月24日 - 1982年5月10日）は、中華民国・中華人民共和国の経済学者・教育者・政治家。中華民国時代は経済学者として高名を有し、蔣介石らの政策を批判した。中華人民共和国では、「新人口論」を執筆して計画出産を提案したことでも知られる。旧名は元善。

## 事績

### アメリカ留学と北京大学からの招聘
紹興県学堂を17歳の時に卒業し、上海の教会が経営する中西書院（東呉大学の前身）に進学した。1904年（光緒30年）に卒業すると、天津・北洋大学（天津大学の前身）で冶金学を学んだ。在学中にアメリカへ留学することになったが、当時の国内における冶金技術の低水準の低さから冶金学に将来性を見出せず、イェール大学では経済学専攻に転じている。1910年、修士号を取得し、さらにコロンビア大学大学院に進学して、経済学・哲学の両博士号を取得した。なお、卒業論文「ニューヨーク市の財政」は学術界から高く評価され、コロンビア大学の1年生向け教材として採用されている。
帰国後の1915年（民国4年）9月、北京大学校長蔡元培の招聘に応じ、馬寅初は同大学経済学教授となった。1917年（民国6年）、同大学経済研究所主任となる。この頃、馬はロシア革命への支持を公にし、李大釗らと交友した。翌年10月、大学評議員となり、1919年（民国8年）には教務長に選出されている。同年の五四運動では、学生に同情と支持を寄せ、当局に逮捕された学生の解放交渉にも取り組んだ。
1920年（民国9年）、馬寅初は上海方面へ活動の場を移し、東南大学商学院（上海財経大学の前身）の創設に関わった。翌年、北京に戻り、北京大学経済学会を組織して会長に選出されている。1923年（民国12年）、中国経済学社を創設して社長となり、雑誌『経済学専刊』を刊行した。

### 国民政府時代の活動
1927年（民国16年）3月、北京政府の張作霖によって北京大学が封鎖されてしまうと、蔡元培は国民政府を頼って杭州に至り、浙江臨時政治会議委員兼主席代理となる。蔡は馬寅初・蔣夢麟ら北京大学教授陣を招聘し、浙江省政府に参加させた。馬は禁煙委員会委員としてアヘン取締に従事し、農民銀行の創設準備を進めている。しかし、まもなく張静江（張人傑）が浙江省政府委員となったため、蔡・馬ら北京大学教授たちは省政府から追われることになった。馬は杭州財務学校で教鞭を執り、さらに上海浙江興業銀行総稽核も兼任している。
1928年（民国17年）10月、馬寅初は立法院立法委員に任ぜられ、翌年には立法院経済委員会委員長、財政委員会委員長に選出された。さらに南京中央大学、金陵大学、上海交通大学などで経済学の教授を兼任している。1931年（民国20年）の満州事変（九・一八事変）勃発後、馬は「長期抗戦の準備」と題する一文を公表し、蔣介石のいわゆる「不抵抗政策」、攘外安内政策を批判した。1934年（民国23年）には、物価の大混乱を招く対外金融政策をとったとして、財政部長孔祥熙を立法院の会議で激しく非難している。

### 国民政府批判
日中戦争（抗日戦争）勃発後の1939年（民国28年）に、馬寅初は重慶大学教授兼商学院院長に任ぜられた。その傍らで抗日を呼びかける様々な記事を執筆した。また、四大家族を初めとする大官たちの腐敗ぶりに怒りを覚え、彼らのような大官から「臨時財産税」を真っ先に取り立てるべきであるなどと、公然と非難している。中国国民党への痛烈な非難を続ける馬に対し、ついに当局は1941年（民国30年）12月に逮捕、貴州や江西で拘禁する挙に出た。しかし、このことが発覚してかえって国民党への世論の批判が高まり、翌年8月に当局は馬の釈放を余儀なくされている。それでも馬は当局の監視下に置かれ、事実上言論活動を行えなくなったが、この間にも『経済学概論』、『通貨新論』などの専門著書を刊行した。
1944年（民国33年）12月、国民参政会の宣言により、馬寅初はようやく言論活動の自由を得た。以後、反蔣介石、反国民党の傾向を益々強めていく。1946年（民国35年）7月、中華職業教育社の黄炎培の招聘に応じ、中華工商専科学校経済学教授に就任した。1948年（民国37年）末、馬は国民党の弾圧から逃れ、中国共産党の庇護により華北解放区に移っている。

### 計画出産の提唱
1949年8月、馬寅初は浙江大学校長に任命され、9月には中国人民政治協商会議に出席して中央人民政府委員・財政経済委員会副主任・華東軍政委員会副主席を兼任している。1951年5月、北京大学校長に起用された。この後、第1期・第2期の全国人民代表大会常務委員、第1期から第5期の政治協商会議全国委員会委員（2,4,5期は常務委員）などを務めることになる。特に中華人民共和国建国初期には、馬は物価の安定やインフレの防止などで貢献をなした。
1955年、馬寅初は第1期全人代第2回会議において人口統制の必要性を表明した。すでに1920年代の段階でも、馬は各種記事において、中国における人口増加への懸念を示している。そして1954年から55年までの3度の浙江省実地調査を経て、さらに理論的な構築を進めたのである。1957年2月の最高国務会議においても馬は計画出産の政策を提案し、この時は多くの賛成を得ている。そして同年6月の第1期全人代第4回会議において、馬は正式に計画出産の提案を行い、7月5日には『人民日報』において「新人口論」と題する文章を公表した。
ところが、新人口論の公表後になって馬への批判が相次ぐようになり、反右派闘争では馬も標的の1人となる。翌年5月からは陳伯達・康生らから新人口論はマルサス主義の理論であると論難され、1960年1月には北京大学校長から辞任に追い込まれている。馬は文化大革命でも非難を受け、さらに直腸癌などを患い、癌に関しては手術が成功したものの下半身不随になっている。
彼の理論を十分吟味することなく糾弾し、多産を奨励したことは、中国に種々の歪みをもたらした。1979年夏、中共党中央組織部長・中央秘書長だった胡耀邦は「馬先生に対し毛沢東同志は実に黒白転倒、非行乱行を加えた。当時新人口論を批判することなく受け入れていれば、今日中国の人口は10億の大台を突破することはなかった。一人を誤って批判したために5億もの人口を増やしてしまった。もうこんな愚劣な過ちは犯してはならない」と涙ながらに語ったという（北海閑人著、廖建龍訳「中国がひた隠す毛沢東の真実」）

### 晩年
文革後の1978年12月に開かれた中国共産党11期3中全会で、馬の新人口論に対する再評価がなされた。そして翌1979年9月には、中共中央が馬の名誉を回復し、北京大学名誉校長に任命した。1981年2月、中国人口学会が成立し、馬が名誉会長に推された。
1982年5月10日、北京市にて病没。享年101（満99歳）。